# فيلانوفا دستي
فيلانوفا دستي (بالإيطالية: Villanova d'Asti)‏ هي بلدة وبلدية في مقاطعة أستي في إقليم بييمونتي في شمال  إيطاليا.

## السكان
في سنة 1861 بلغ عدد السكان 3٬521 نسمة، وتطور العدد ليصل في سنة 2011 لـ 5٬774 نسمة.
يظهر هذا المخطط البياني تطور النمو السكاني لـ فيلانوفا دستي